# 오스트레일리아 에어 익스프레스
오스트레일리아 에어 익스프레스(영어: Australian air Express)는 오스트레일리아의 화물 항공사로 총 15개 노선을 취항하고 있다. 본사는 오스트레일리아 빅토리아주 멜버른에 위치해 있으며 1992년에 설립했다. 또한 사용하고 있는 허브 공항으로 멜버른 공항이 있으며 계열사는 콴타스 항공이 있다.

## 보유 기종
- 2012년 3월 기준으로 오스트레일리아 에어 익스프레스는 다음과 같은 기종을 보유하고 있다.[1][2][3]

## 같이 보기
- 콴타스 항공